# 雄性

作為羅馬戰神瑪爾斯的象徵通常用來代表男性（雄性）的符號。也代表行星火星，是鋼的煉金術符號。

雄性又稱公，在雙性繁殖的生物中，是指其中負責製造精子的個體（或個體的其中一部份）的性別；而負責製造卵子的則稱為雌性。在缺乏雌性的情況下，雄性的個體並不能自我繁殖。
雖然是依賴雌性而存在，良好的雄性个体在受精过程中对增加、改變族群遗传多样性起到十分重要的作用，而對於有育幼行為的物種而言，兩性別的合作對於族群的繁衍也是很關鍵的。
表示雄性的性别符号為“♂”（Unicode號碼：U+2642。亦是火星的天文符號）。它的形狀為一個圓圈，並有一個向北或東北指着的箭頭。這代表羅馬神話战神玛尔斯的盾牌和长矛。

## 演化
异配制的进化导致了男性和女性功能的进化。在异配生殖进化之前，一个物种的交配类型是同配的：大小相同，都可以移动，仅被归类为“+”或“-”类型:216。在异配生殖中，交配类型称为配子。雄配子比雌配子小，而且通常可以移动。由于没有化石记录证明异配生殖的出现，因此人们对其了解甚少。关于异配现象出现的原因，存在多种理论。许多配子具有一个共同点，即较大的雌性配子更容易存活，而较小的雄性配子更容易找到其他配子，因为它们可以传播得更快。目前的模型常常无法解释为何同配性现象仍然存在于少数物种中。异配生殖似乎是从同配生殖进化而来的，例如，雌性团藻（一种绿藻）就是从正配生殖类型进化而来的:222。尽管有性生殖至少在12亿年前就出现了，但由于缺乏异配生殖的化石记录，很难确定雄性的进化时间。有一种理论认为，雄性是从显性交配类型（称为“负交配类型”）进化而来的。